# Емі Фуллер
Емі Фуллер (англ. Amy Fuller, 30 травня 1968 — 11 березня 2023) — американська академічна веслувальниця.
Срібна призерка Олімпійських Ігор 1992 року в складі розпашної четвірки без стернової, учасниця 1996, 2000 років.
Чемпіонка світу 1995 року в складі вісімки, срібна призерка 1993 (вісімки), 1993 (розпашні четвірки без стернової), 1994 (вісімки), 1994 (розпашні четвірки без стернової), 1998, 1999 років у складі вісімки.